# Andrea Soncin
Andrea Soncin (Vigevano, 5 settembre 1978) è un allenatore di calcio ed ex calciatore italiano, di ruolo attaccante, commissario tecnico della Nazionale femminile dell'Italia.
È soprannominato Il Cobra oppure Sua Maestà.
È il terzo marcatore di sempre nella storia dell'Ascoli, con 48 gol, dietro solo a Renato Campanini e Domenico Mercuri e alla pari con Oliver Bierhoff.

## Caratteristiche tecniche

### Giocatore
Seconda punta, che poteva giocare anche come prima punta. Forte fisicamente, era rapido e veloce nei movimenti, e bravo di testa, pur non essendo molto alto. Abile negli inserimenti e nello sfruttare i palloni sporchi presente in area di rigore, era dotato di una buona tecnica individuale e del senso del gol.

## Carriera

### Giocatore
Cresce calcisticamente nel settore giovanile del Vigevano, squadra della sua città natale. In seguito passa alla Solbiatese, con cui esordisce in Serie C2. La stagione approda nella Primavera del Venezia. Dopo un'altra parentesi in Serie C2 alla Solbiatese, nel 2000 torna a indossare la maglia del Vigevano, conquistando - grazie a 21 reti - la promozione in Serie D. Nel 2001 passa al Perugia, che il 15 ottobre lo cede in prestito alla Sambenedettese in Serie C2.
Il 12 giugno 2003 viene prelevato dalla Fiorentina. Esordisce in Serie B il 7 dicembre in Ascoli-Fiorentina (4-0), subentrando al 15' della ripresa a Marco Andreotti. Il 28 gennaio 2004 viene ceduto in prestito con diritto di riscatto alla Pistoiese. L'anno successivo passa al Lanciano - militante in Serie C1 - che ne preleva il cartellino a titolo temporaneo. Si laurea capocannoniere del campionato con 21 reti.
Il 15 luglio 2005 passa a titolo definitivo all'Atalanta, in Serie B. Contribuisce con 7 reti in 31 presenze al ritorno in Serie A dei bergamaschi a distanza di un anno. Esordisce in Serie A il 17 settembre 2006 in Catania-Atalanta (0-0), subentrando nei minuti di recupero a Zampagna. Realizza la sua prima rete in Serie A il 5 novembre 2006 contro il Milan (2-0 il finale), dopo aver raccolto il pallone su azione di contropiede fa partire un sinistro a giro dal limite che, dopo una deviazione di Simic, si infila all'incrocio dei pali.
Il 27 gennaio 2007 passa in prestito con diritto di riscatto all'Ascoli. A fine stagione l'Ascoli ne riscatta il cartellino. Il 3 agosto 2009 passa a parametro zero al Padova, firmando un biennale con opzione per il terzo anno. Conclude la stagione con 39 presenze e 7 reti. Il 9 agosto prolunga il suo contratto fino al 30 giugno 2012. Il 31 agosto 2010 passa a titolo definitivo al Grosseto, sottoscrivendo un contratto biennale. Mette a segno le sue prime - e uniche - reti con i toscani alla nona giornata contro il Portogruaro (3-1 il finale), siglando una doppietta.
Il 24 agosto 2011 fa ritorno a titolo definitivo all'Ascoli. Il 21 aprile 2012 va a segno contro il Brescia, raggiungendo Walter Casagrande al 7º posto nella classifica dei marcatori più prolifici nella storia dell'Ascoli. La stagione seguente viene impiegato con meno continuità a causa di un problema al polpaccio rimediato nella prima parte di stagione che gli fa saltare otto partite, riuscendo a segnare 7 reti (8 se si include quella in Coppa Italia contro il Portogruaro) che gli permettono di raggiungere Oliver Bierhoff al terzo posto della classifica dei capocannonieri della storia dei marchigiani. Il 22 luglio prolunga il suo contratto fino al 2014.
Il 13 agosto 2013 viene acquistato dall'Avellino, con cui firma un contratto annuale. Esordisce con i campani cinque giorni dopo nella partita vinta 1-0 contro il Cesena, valida per il terzo turno di Coppa Italia. Suo è l'assist che manda in rete Andrey Galabinov, regalando agli irpini il passaggio al turno successivo. Mette a segno la sua unica rete con gli irpini il 19 ottobre contro il Carpi (vittoria per 4-1).
Il 15 luglio 2014 sottoscrive un contratto triennale con il Pavia, in Lega Pro. Dopo aver giocato una stagione in prestito all'AlbinoLeffe, il 22 luglio 2016 rimane svincolato in seguito al fallimento della squadra lombarda. Il 24 ottobre 2016 sottoscrive un contratto con la formazione veneta del Montebelluna, squadra militante in Serie D. Al termine della stagione, il 7 maggio 2017, gioca l'ultima partita della propria carriera e segna il suo ultimo gol.

### Allenatore
Il 1º agosto 2017 entra a far parte dello staff tecnico della squadra Primavera del Venezia, come allenatore degli attaccanti, e successivamente come preparatore degli attaccanti del settore giovanile lagunare. Il 1º agosto 2018 diventa l'allenatore della squadra Under-17 arancioneroverde. Nel frattempo partecipa al corso per allenatori a Coverciano per l'ottenimento del patentino UEFA A. Il 1º giugno 2020 entra a far parte dello staff della prima squadra veneziana, in veste di collaboratore tecnico, partecipando alla promozione in Serie A maturata al termine della stagione. Frattanto nel settembre 2021 consegue la licenza UEFA Pro.
Nell'estate 2021 assume la guida della squadra Primavera del Venezia. Il 27 aprile 2022 viene promosso alla guida della prima squadra lagunare, a seguito dell'esonero di Paolo Zanetti, con la squadra all'ultimo posto della classifica. Quattro giorni dopo al debutto perde contro la Juventus per 2-1, mentre la prima vittoria arriva alla partita seguente contro il Bologna per 4-3. Non riesce tuttavia a salvare i lagunari dalla retrocessione in Serie B terminando il campionato all'ultimo posto con 5 punti raccolti nelle 5 partite della sua gestione.
Il 1º novembre dello stesso anno lascia la guida della Primavera, in quel momento quarta in campionato con 17 punti, per tornare a guidare la prima squadra, terzultima in Serie B con 9 punti dopo 11 partite, con un incarico ad interim. Il 7 novembre, dopo una sola partita (sconfitta contro il Como), lascia il posto a Paolo Vanoli. Termina il campionato Primavera al terzo posto, con la squadra che si qualifica così ai play-off, venendo poi eliminata in semifinale.
Il 7 settembre 2023, Soncin risolve consensualmente il proprio contratto con il Venezia, lasciando così il club lagunare dopo sei anni; il giorno seguente, viene ufficialmente nominato commissario tecnico della Nazionale femminile italiana, dove sostituisce Milena Bertolini, venendo affiancato da Viviana Schiavi in qualità di vice-allenatrice. All’Europeo del 2025 arriva fino alla semifinale venendo eliminato dall’Inghilterra ai supplementari.

## Statistiche

### Presenze e reti nei club
| Stagione              | Squadra               | Campionato            | Campionato | Campionato | Coppe nazionali | Coppe nazionali | Coppe nazionali | Coppe continentali | Coppe continentali | Coppe continentali | Altre coppe | Altre coppe | Altre coppe | Totale | Totale |
| Stagione              | Squadra               | Comp                  | Pres       | Reti       | Comp            | Pres            | Reti            | Comp               | Pres               | Reti               | Comp        | Pres        | Reti        | Pres   | Reti   |
| --------------------- | --------------------- | --------------------- | ---------- | ---------- | --------------- | --------------- | --------------- | ------------------ | ------------------ | ------------------ | ----------- | ----------- | ----------- | ------ | ------ |
| 1995-1996             | Solbiatese            | C2                    | 9          | 1          | CI-C            | 0               | 0               | -                  | -                  | -                  | -           | -           | -           | 9      | 1      |
| 1996-1997             | Venezia               | B                     | 0          | 0          | CI              | 0               | 0               | -                  | -                  | -                  | -           | -           | -           | 0      | 0      |
| 1997-1998             | Solbiatese            | C2                    | 19         | 0          | CI-C            | 0               | 0               | -                  | -                  | -                  | -           | -           | -           | 19     | 0      |
| Totale Solbiatese     | Totale Solbiatese     | Totale Solbiatese     | 28         | 1          |                 | 0               | 0               |                    | -                  | -                  |             | -           | -           | 28     | 1      |
| 1998-1999             | Venezia               | A                     | 0          | 0          | CI              | 0               | 0               | -                  | -                  | -                  | -           | -           | -           | 0      | 0      |
| 1999-2000             | Venezia               | A                     | 0          | 0          | CI              | 0               | 0               | -                  | -                  | -                  | -           | -           | -           | 0      | 0      |
| Totale Venezia        | Totale Venezia        | Totale Venezia        | 0          | 0          |                 | 0               | 0               |                    | -                  | -                  |             | -           | -           | 0      | 0      |
| 2000-2001             | Vigevano              | Ecc.                  | 28         | 19         | -               | -               | -               | -                  | -                  | -                  | -           | -           | -           | 28     | 19     |
| ago.-ott. 2001        | Perugia               | A                     | 0          | 0          | CI              | 0               | 0               | -                  | -                  | -                  | -           | -           | -           | 0      | 0      |
| 2001-2002             | Sambenedettese        | C2                    | 23+2       | 11         | CI-C            | -               | -               | -                  | -                  | -                  | -           | -           | -           | 25     | 11     |
| 2002-2003             | Sambenedettese        | C1                    | 32+2       | 12         | CI-C            | 3               | 1               | -                  | -                  | -                  | -           | -           | -           | 37     | 13     |
| Totale Sambenedettese | Totale Sambenedettese | Totale Sambenedettese | 55+4       | 23         |                 | 3               | 1               |                    | -                  | -                  |             | -           | -           | 62     | 24     |
| 2003-gen. 2004        | Fiorentina            | B                     | 1          | 0          | CI-C            | 3               | 0               | -                  | -                  | -                  |             | -           | -           | 4      | 0      |
| gen.-giu. 2004        | Pistoiese             | C1                    | 13         | 1          | CI-C            | -               | -               | -                  | -                  | -                  | -           | -           | -           | 13     | 1      |
| 2004-2005             | Lanciano              | C1                    | 34         | 21         | CI-C            | 1               | 1               | -                  | -                  | -                  | -           | -           | -           | 35     | 22     |
| 2005-2006             | Atalanta              | B                     | 31         | 7          | CI              | 4               | 3               | -                  | -                  | -                  | -           | -           | -           | 35     | 10     |
| 2006-gen. 2007        | Atalanta              | A                     | 7          | 1          | CI              | 1               | 1               | -                  | -                  | -                  | -           | -           | -           | 8      | 2      |
| Totale Atalanta       | Totale Atalanta       | Totale Atalanta       | 38         | 8          |                 | 5               | 4               |                    | -                  | -                  |             | -           | -           | 43     | 12     |
| gen.-giu. 2007        | Ascoli                | A                     | 16         | 6          | CI              | -               | -               | -                  | -                  | -                  | -           | -           | -           | 16     | 6      |
| 2007-2008             | Ascoli                | B                     | 40         | 18         | CI              | 4               | 2               | -                  | -                  | -                  | -           | -           | -           | 44     | 20     |
| 2008-2009             | Ascoli                | B                     | 37         | 8          | CI              | 2               | 1               | -                  | -                  | -                  | -           | -           | -           | 39     | 9      |
| 2009-2010             | Padova                | B                     | 39+1       | 7          | CI              | 1               | 0               | -                  | -                  | -                  | -           | -           | -           | 41     | 7      |
| ago. 2010             | Padova                | B                     | 2          | 0          | CI              | 1               | 1               | -                  | -                  | -                  | -           | -           | -           | 3      | 1      |
| Totale Padova         | Totale Padova         | Totale Padova         | 41+1       | 7          |                 | 2               | 1               |                    | -                  | -                  |             | -           | -           | 44     | 8      |
| 2010-2011             | Grosseto              | B                     | 29         | 2          | CI              | -               | -               | -                  | -                  | -                  | -           | -           | -           | 29     | 2      |
| 2011-2012             | Ascoli                | B                     | 37         | 9          | CI              | -               | -               | -                  | -                  | -                  | -           | -           | -           | 37     | 9      |
| 2012-2013             | Ascoli                | B                     | 28         | 7          | CI              | 2               | 1               | -                  | -                  | -                  | -           | -           | -           | 30     | 8      |
| Totale Ascoli         | Totale Ascoli         | Totale Ascoli         | 158        | 48         |                 | 8               | 4               |                    | -                  | -                  |             | -           | -           | 166    | 52     |
| 2013-2014             | Avellino              | B                     | 24         | 1          | CI              | 2               | 0               | -                  | -                  | -                  | -           | -           | -           | 26     | 1      |
| 2014-2015             | Pavia                 | LP                    | 35+1       | 10         | CI-LP           | 2               | 1               | -                  | -                  | -                  | -           | -           | -           | 38     | 11     |
| 2015-2016             | AlbinoLeffe           | LP                    | 31+2       | 4          | CI-LP           | -               | -               | -                  | -                  | -                  | -           | -           | -           | 33     | 4      |
| 2016-2017             | Montebelluna          | D                     | 13         | 6          | CI-D            | -               | -               | -                  | -                  | -                  | -           | -           | -           | 13     | 6      |
| Totale carriera       | Totale carriera       | Totale carriera       | 536        | 151        |                 | 27              | 10              |                    | -                  | -                  |             | -           | -           | 563    | 161    |

### Statistiche da allenatore

#### Club
Statistiche aggiornate al 4 novembre 2022.
| Stagione        | Squadra         | Campionato      | Campionato | Campionato | Campionato | Campionato | Coppe nazionali | Coppe nazionali | Coppe nazionali | Coppe nazionali | Coppe nazionali | Coppe continentali | Coppe continentali | Coppe continentali | Coppe continentali | Coppe continentali | Altre coppe | Altre coppe | Altre coppe | Altre coppe | Altre coppe | Totale | Totale | Totale | Totale | % Vittorie | Piazzamento       |
| Stagione        | Squadra         | Comp            | G          | V          | N          | P          | Comp            | G               | V               | N               | P               | Comp               | G                  | V                  | N                  | P                  | Comp        | G           | V           | N           | P           | G      | V      | N      | P      | %          | Piazzamento       |
| --------------- | --------------- | --------------- | ---------- | ---------- | ---------- | ---------- | --------------- | --------------- | --------------- | --------------- | --------------- | ------------------ | ------------------ | ------------------ | ------------------ | ------------------ | ----------- | ----------- | ----------- | ----------- | ----------- | ------ | ------ | ------ | ------ | ---------- | ----------------- |
| apr.-mag. 2022  | Venezia         | A               | 5          | 1          | 2          | 2          | CI              | -               | -               | -               | -               | -                  | -                  | -                  | -                  | -                  | -           | -           | -           | -           | -           | 5      | 1      | 2      | 2      | 20,00      | Sub., 20º (retr.) |
| nov. 2022       | Venezia         | B               | 1          | 0          | 0          | 1          | CI              | -               | -               | -               | -               | -                  | -                  | -                  | -                  | -                  | -           | -           | -           | -           | -           | 1      | 0      | 0      | 1      | &0,00      | Ad interim        |
| Totale carriera | Totale carriera | Totale carriera | 6          | 1          | 2          | 3          |                 | -               | -               | -               | -               |                    | -                  | -                  | -                  | -                  |             | -           | -           | -           | -           | 6      | 1      | 2      | 3      | 16,67      |                   |

#### Nazionale (femminile)
Statistiche aggiornate al 28 luglio 2025.
| 2023          | Italia        | UEFA Women's Nations League 2023-2024 | 2° nel Gruppo 4              | 6  | 3  | 1 | 2 | 50,00 | 8  | 5  | +3  |
| 2024          | Italia        | Qual. Euro 2025                       | 1º nel Gruppo 1, qualificato | 6  | 2  | 3 | 1 | 33,33 | 8  | 3  | +5  |
| 2025          | Italia        | UEFA Women's Nations League 2025      | 2° nel Gruppo 4              | 6  | 3  | 1 | 2 | 50,00 | 11 | 7  | +4  |
| lug. 2025     | Italia        | Euro 2025                             | Semifinale                   | 5  | 2  | 1 | 2 | 40,00 | 6  | 7  | -1  |
| Dal 2023      | Italia        | Amichevoli                            |                              | 5  | 2  | 2 | 1 | 40,00 | 9  | 7  | +2  |
| Totale Italia | Totale Italia | Totale Italia                         | Totale Italia                | 28 | 12 | 8 | 8 | 42,86 | 42 | 29 | +13 |

#### Panchine da commissario tecnico della nazionale italiana femminile
| Cronologia completa delle presenze e delle reti in nazionale ― Italia | Cronologia completa delle presenze e delle reti in nazionale ― Italia | Cronologia completa delle presenze e delle reti in nazionale ― Italia | Cronologia completa delle presenze e delle reti in nazionale ― Italia | Cronologia completa delle presenze e delle reti in nazionale ― Italia | Cronologia completa delle presenze e delle reti in nazionale ― Italia | Cronologia completa delle presenze e delle reti in nazionale ― Italia    | Cronologia completa delle presenze e delle reti in nazionale ― Italia |
| Data                                                                  | Città                                                                 | In casa                                                               | Risultato                                                             | Ospiti                                                                | Competizione                                                          | Reti                                                                     | Note                                                                  |
| --------------------------------------------------------------------- | --------------------------------------------------------------------- | --------------------------------------------------------------------- | --------------------------------------------------------------------- | --------------------------------------------------------------------- | --------------------------------------------------------------------- | ------------------------------------------------------------------------ | --------------------------------------------------------------------- |
| 22-9-2023                                                             | San Gallo                                                             | Svizzera                                                              | 0 – 1                                                                 | Italia                                                                | UEFA Women's Nations League 2023-2024 - Fase a gironi                 | Arianna Caruso                                                           | Cap: E. Linari                                                        |
| 26-9-2023                                                             | Castel di Sangro                                                      | Italia                                                                | 0 – 1                                                                 | Svezia                                                                | UEFA Women's Nations League 2023-2024 - Fase a gironi                 | -                                                                        | Cap: E. Linari                                                        |
| 27-10-2023                                                            | Salerno                                                               | Italia                                                                | 0 – 1                                                                 | Spagna                                                                | UEFA Women's Nations League 2023-2024 - Fase a gironi                 | -                                                                        | Cap: C. Girelli                                                       |
| 31-10-2023                                                            | Malmö                                                                 | Svezia                                                                | 1 – 1                                                                 | Italia                                                                | UEFA Women's Nations League 2023-2024 - Fase a gironi                 | Valentina Giacinti                                                       | Cap: E. Linari                                                        |
| 1-12-2023                                                             | Pontevedra                                                            | Spagna                                                                | 2 – 3                                                                 | Italia                                                                | UEFA Women's Nations League 2023-2024 - Fase a gironi                 | Valentina Giacinti Michela Cambiaghi Elena Linari                        | Cap: E. Linari                                                        |
| 5-12-2023                                                             | Parma                                                                 | Italia                                                                | 3 – 0                                                                 | Svizzera                                                              | UEFA Women's Nations League 2023-2024 - Fase a gironi                 | Manuela Giugliano Cecilia Salvai Arianna Caruso                          | Cap: E. Linari                                                        |
| 23-2-2024                                                             | Bagno a Ripoli                                                        | Italia                                                                | 0 – 0                                                                 | Irlanda                                                               | Amichevole                                                            | -                                                                        | Cap: S. Gama                                                          |
| 27-2-2024                                                             | Algeciras                                                             | Inghilterra                                                           | 5 – 1                                                                 | Italia                                                                | Amichevole                                                            | Michela Cambiaghi                                                        | Cap: E. Linari                                                        |
| 5-4-2024                                                              | Cosenza                                                               | Italia                                                                | 2 – 0                                                                 | Paesi Bassi                                                           | Qual. Euro 2025                                                       | Valentina Giacinti Agnese Bonfantini                                     | Cap: E. Linari                                                        |
| 9-4-2024                                                              | Helsinki                                                              | Finlandia                                                             | 2 – 1                                                                 | Italia                                                                | Qual. Euro 2025                                                       | Lucia Di Guglielmo                                                       | Cap: E. Linari                                                        |
| 31-5-2024                                                             | Oslo                                                                  | Norvegia                                                              | 0 – 0                                                                 | Italia                                                                | Qual. Euro 2025                                                       | -                                                                        | Cap: E. Linari                                                        |
| 4-6-2024                                                              | Ferrara                                                               | Italia                                                                | 1 – 1                                                                 | Norvegia                                                              | Qual. Euro 2025                                                       | Manuela Giugliano                                                        | Cap: E. Linari                                                        |
| 12-7-2024                                                             | Sittard                                                               | Paesi Bassi                                                           | 0 – 0                                                                 | Italia                                                                | Qual. Euro 2025                                                       | -                                                                        | Cap: E. Linari                                                        |
| 16-7-2024                                                             | Bolzano                                                               | Italia                                                                | 4 – 0                                                                 | Finlandia                                                             | Qual. Euro 2025                                                       | Chiara Beccari Manuela Giugliano Michela Cambiaghi Valentina Bergamaschi | Cap: E. Linari                                                        |
| 25-10-2024                                                            | Roma                                                                  | Italia                                                                | 5 – 0                                                                 | Malta                                                                 | Amichevole                                                            | Cristiana Girelli 2 Sofia Cantore Benedetta Glionna autorete             | Cap: C. Girelli                                                       |
| 29-10-2024                                                            | Vicenza                                                               | Italia                                                                | 1 – 1                                                                 | Spagna                                                                | Amichevole                                                            | Chiara Beccari                                                           | Cap: E. Linari                                                        |
| 2-12-2024                                                             | Bochum                                                                | Germania                                                              | 1 – 2                                                                 | Italia                                                                | Amichevole                                                            | Agnese Bonfantini Sofia Cantore                                          | Cap: E. Linari                                                        |
| 21-2-2025                                                             | Monza                                                                 | Italia                                                                | 1 – 0                                                                 | Galles                                                                | UEFA Women's Nations League 2025 - Fase a gironi                      | Barbara Bonansea                                                         | Cap: C. Girelli                                                       |
| 25-2-2025                                                             | La Spezia                                                             | Italia                                                                | 1 – 3                                                                 | Danimarca                                                             | UEFA Women's Nations League 2025 - Fase a gironi                      | Michela Cambiaghi                                                        | Cap: E. Linari                                                        |
| 4-4-2025                                                              | Solna                                                                 | Svezia                                                                | 3 – 2                                                                 | Italia                                                                | UEFA Women's Nations League 2025 - Fase a gironi                      | Emma Severini Michela Cambiaghi                                          | Cap: E. Linari                                                        |
| 8-4-2025                                                              | Herning                                                               | Danimarca                                                             | 0 – 3                                                                 | Italia                                                                | UEFA Women's Nations League 2025 - Fase a gironi                      | Arianna Caruso Lucia Di Guglielmo Cristiana Girelli                      | Cap: E. Linari                                                        |
| 30-5-2025                                                             | Parma                                                                 | Italia                                                                | 0 – 0                                                                 | Svezia                                                                | UEFA Women's Nations League 2025 - Fase a gironi                      | -                                                                        | Cap: E. Linari                                                        |
| 3-6-2025                                                              | Swansea                                                               | Galles                                                                | 1 – 4                                                                 | Italia                                                                | UEFA Women's Nations League 2025 - Fase a gironi                      | Elena Linari 2 Cristiana Girelli Sofia Cantore                           | Cap: E. Linari                                                        |
| 3-7-2025                                                              | Sion                                                                  | Belgio                                                                | 0 – 1                                                                 | Italia                                                                | Euro 2025 - 1º turno                                                  | Arianna Caruso                                                           | Cap: C. Girelli                                                       |
| 7-7-2025                                                              | Ginevra                                                               | Portogallo                                                            | 1 – 1                                                                 | Italia                                                                | Euro 2025 - 1º turno                                                  | Cristiana Girelli                                                        | Cap: C. Girelli                                                       |
| 11-7-2025                                                             | Berna                                                                 | Italia                                                                | 1 – 3                                                                 | Spagna                                                                | Euro 2025 - 1º turno                                                  | Elisabetta Oliviero                                                      | Cap: E. Linari                                                        |
| 16-7-2025                                                             | Ginevra                                                               | Norvegia                                                              | 1 – 2                                                                 | Italia                                                                | Euro 2025 - Quarti di finale                                          | 2 Cristiana Girelli                                                      | Cap: C. Girelli                                                       |
| 22-7-2025                                                             | Ginevra                                                               | Inghilterra                                                           | 2 – 1 dts                                                             | Italia                                                                | Euro 2025 - Semifinale                                                | Barbara Bonansea                                                         | Cap: C. Girelli                                                       |
| Totale                                                                |                                                                       | Presenze                                                              | 28                                                                    |                                                                       | Reti                                                                  | 42                                                                       |                                                                       |

## Palmarès

### Giocatore

#### Club

##### Competizioni regionali
- Eccellenza Lombardia: 1

Vigevano: 2000-2001 (girone A)

##### Competizioni nazionali
- Campionato italiano di Serie B: 1

Atalanta: 2005-2006

#### Individuale
- Capocannoniere della Serie C1: 1

2004-2005 (21 gol)